# Andrena subopaca
Andrena proxima ist eine Sandbiene aus der Familie Andrenidae. Sie ist eine solitäre, nestbauende Biene, die ein oder zwei Generationen hat und in Deutschland von März bis Juni und von Juli bis August fliegt. Auf Deutsch wird sie manchmal „Glanzlose Zwergsandbiene“ genannt.

## Merkmale
Die Weibchen dieser sehr kleinen Sandbiene sind ca. 7 bis 8 mm lang, die Männchen ca. 5 bis 7 mm. Die Bienen sind schwarz gefärbt und spärlich hellbraun behaart. Das Abdomen der Weibchen ist glänzend und mit sehr schmalen hellen Binden versehen, die Fovea facialis und die Beinbürste sind weißlich.
Für eine genaue Bestimmung dieser und verwandter Arten ist eine Lupe, Vergleichsmaterial und Spezialliteratur nötig.

## Verbreitung und Lebensraum
Die Art ist sehr weit verbreitet, von Zentralspanien über Mitteleuropa bis in den Fernen Osten. A. subopaca kommt auch in Skandinavien bis zum Polarkreis vor, südwärts ist die Art bis Mittelitalien und Nordgriechenland verbreitet, nicht jedoch in der Türkei.
In Deutschland ist die Art aus allen Regionen gemeldet und relativ häufig. In den Schweizer Alpen kommt die Art bis in 1600 m Höhe vor.
Die Art ist an Waldrändern, lichten Hecken, trockenen Wiesen, aber auch in Parks und Gärten zu finden. Sie nistet auch an mehr oder weniger beschatteten Flächen.

## Lebensweise
Die Weibchen graben ihre Nester in den kahlen oder wenig bewachsenen Boden, meist in kleineren Kolonien, wobei kein Bodentyp bevorzugt wird. Es gibt teilweise zwei Generationen im Jahr, wobei die erste Generation häufiger ist. Die Weibchen sammeln Pollen an Pflanzen aus fünf verschiedenen Familien, sind also polylektisch. Sie sind häufig auf Sternmiere, Fingerkraut, Erdbeere, Himbeere, Ehrenpreis und anderen kleinblütigen Pflanzen zu finden. Auf Ehrenpreis kann man sie leicht mit A. viridescens verwechseln.